# Sínoris

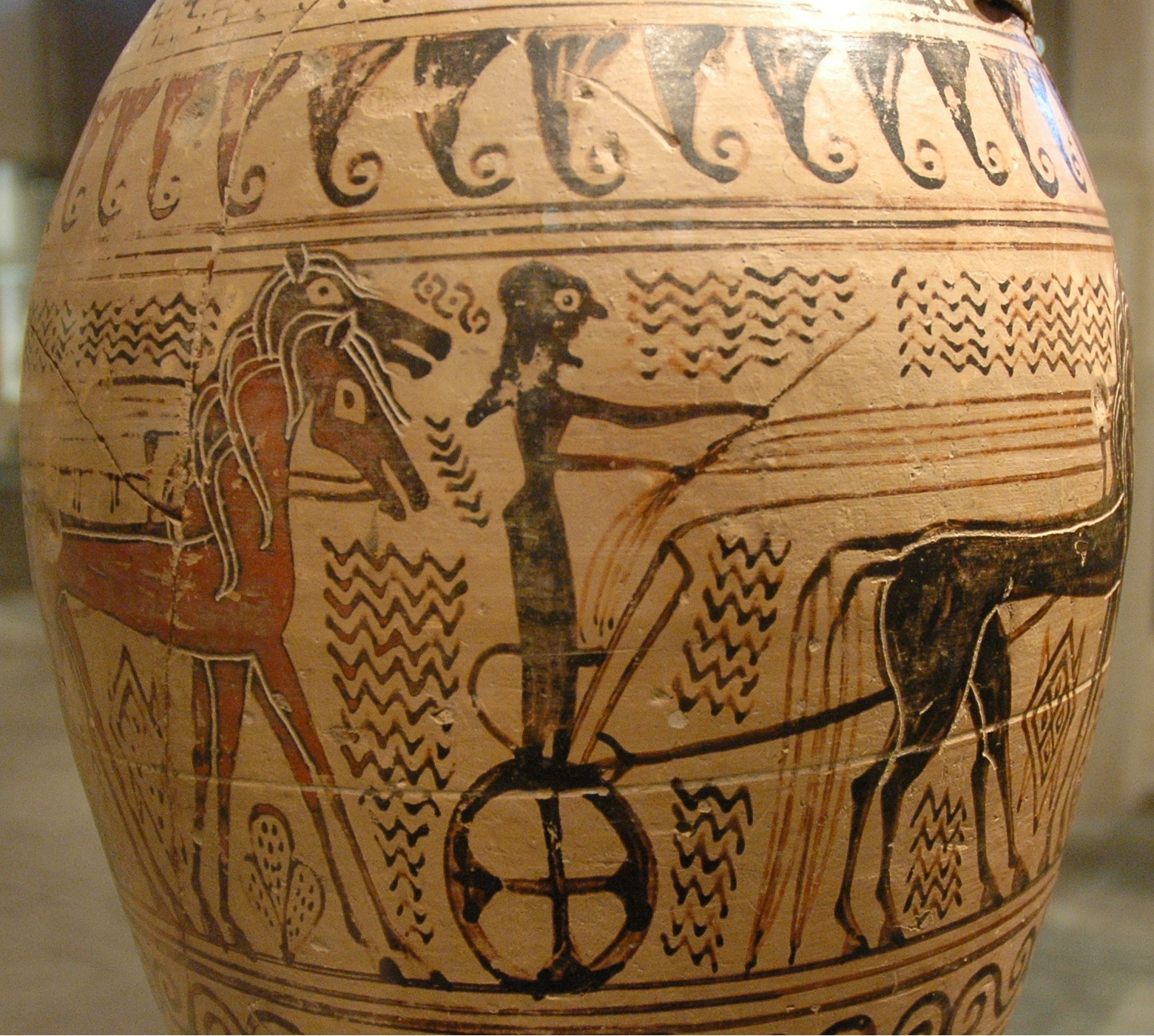
Processó de bigues. Ceràmica de figures negres (c. 690 aC).

La sínoris o synoris (συνωρίς en grec antic) es tracta d'una competició de bigues estirades per dos cavalls adults (synoris teleia) o per dos poltres (synoris polike) en l'antiga Grècia. Tot i que alguns autors com Pausànies indiquen que la synoris teleia fou introduïda a la 93a Olimpíada (408 aC), hi ha representacions de sínoris en ceràmica atenenca que demostrarien que es tracta d'una competició més antiga que es podria arribar a remuntar al segle vi aC.
També hi ha documentada de l'existència de sínoris de mules, les apenes, que es diferencien de les sínoris per la utilització de les mules com a animal de tir, pel carro i per la posició de l'auriga. El carro de les apenes era més pesant, reforçat i amb rodes més massisses i l'auriga anava assegut. Per contra, els carros de la sínoris eren més lleugers, arrossegats per cavalls o poltres i l'auriga anava dret.